# Greenware
Greenware – licencja oprogramowania umożliwiająca bezpłatne wykorzystywanie programu. Autor jednak odnosi się z prośbą, by w zamian zatroszczyć się o środowisko naturalne.
Zaleca między innymi:
- korzystanie z papieru do drukarek, który będzie się dać ponownie przetworzyć,
- korzystanie z publicznego transportu,
- zaprzestanie palenia papierosów,
- ponowne wykorzystywanie plastikowych toreb,
- zaprzestać kupowania produktów nieprzyjaznych dla środowiska,
- zaprzestać korzystania ze środków przeciw chwastom w swoich ogrodach,
- o ile to możliwe korzystać z rowerów w dojazdach do pracy/szkoły.

Licencja Greenware jest jednym z typów licencji otherware.